# Epiphile grandis
Epiphile grandis är en fjärilsart som beskrevs av Butler 1872. Epiphile grandis ingår i släktet Epiphile och familjen praktfjärilar. Inga underarter finns listade i Catalogue of Life.